# Klampenborg Galopbane
Klampenborg Galopbane er en hestevæddeløbsbane i Klampenborg ved Ordrup Mose, hvor der afvikles galopløb. Galopbanen blev indviet søndag den 5. juni 1910. Ved åbningen – og i en årrække derefter – var det officielle navn Klampenborg Væddeløbsbane.
Det er den eneste rene galopbane i Danmark. Banens underlag er græs.  

## Løb på Klampenborg Galopbane
Hvert år afvikles der 20 væddeløbsdage med højdepunkter med de fem klassiske løb Derby, Dansk Oaks, St. Leger, Mowerina og 2000 Guineas. Banen arrangerer tillige en "Damernes dag" med hoppeløb samt en gentlemen's day.

### Derby
Derby er det mest prestigefyldte danske galopløb og afvikles en gang om året, hvor der kæmpes om en præmiesum på kr. 1.000.000. Derbyet er et løb for 3-årige heste og rides over 2400 meter og er inspireret af det engelske The Derby Stakes. Løbet er historisk blevet afviklet om søndagen, men blev i 2023 afviklet på en lørdag. Her samles 6000 mennesker til folkefest omkring galopløb. Fra 2018-2023 var løbet været sponseret af whiskybrandet The Macallan (en). I 2025 vandt Grab The Moment Bet25 Derby.[kilde mangler] Løbet rides igen lørdag den 1. august 2026. 
| År   | Jockey                | Hest            |
| ---- | --------------------- | --------------- |
| 2009 | Manuel Martinez       | Inchiline       |
| 2010 | Rafael Schistl        | Sir Henry       |
| 2011 | Nicolaj Stott         | Tigress Eleven  |
| 2012 | Manuel Martinez       | Darcy           |
| 2013 | Per-Anders Gråberg    | Quite a Mission |
| 2014 | Rafael Schistl        | Davicii         |
| 2015 | Rafael De Oliviera    | Manacor         |
| 2016 | Per-Anders Gråberg    | Suspicious Mind |
| 2017 | Nicolaj Stott         | Sir Herman      |
| 2018 | Carlos Lopez          | Master Bloom    |
| 2019 | Oliver Wilson         | Queen Rouge     |
| 2020 | Shane Karlson         | Ready Teddy     |
| 2021 | Carlos Lopez          | Iron Butterfly  |
| 2022 | Andreas Tapia Dalbark | Titannia        |
| 2023 | Carlos Lopez          | Slava Ukraini   |
| 2024 | Elione Chaves         | Brigadier       |
| 2025 | Carlos Lopez          | Grab The Moment |

### Hatte på Galopbanen
I galopsporten er der tradition for at man er velklædt og på Derbydagen er der flere forskellige best-dressed konkurrencer. På Damernes Dag er der hatte konkurrence. Der er dog ikke dresscode. 

### Best Dressed-konkurrencer på Derbydagen
På Derbydagen afholdes der traditionen tro Best Dressed-konkurrencer. I 2026 var Bucherer sponsor på konkurrencen med fine præmier. 

### Events på Galopbanen
Udover at være et væddeløbsvenue, så er Klampenborg Galopbane hvert år vært for mere end 100 events, som er alt lige fra konferencer, sommerfester til julefrokost. 

## Film optaget på Klampenborg Galopbane
En række film har medtaget en række centrale scener optaget på Klampenborg Galopbane, herunder:
- Plat eller Krone (1937)
- Det store løb (1952)
- Kampen om Næsbygaard (1964)
- Krybskytterne paa Næsbygaard (1966)
- Rainfox (1984)
- Krummerne 2 - Stakkels Krumme (1992)
- Sommerdahl (2022)

- Derbydagen 2024
- Damernes Dag 2024